# Слов'яносербське газове родовище
Слов'яносербське газове родовище — належить до Красноріцького газоносного району Східного нафтогазоносного регіону України.
Розташоване в Луганській області на відстані 16 км від смт Слов'яносербськ.

## Опис
Знаходиться в крайній південно-східній частині Дніпровсько-Донецької западини в межах перехідної зони між складчастим Донбасом та схилом Воронезької антеклізи. Складка розмірами 7,5х2,5 м виявлена в 1947 р. і являє собою брахіантикліналь з видовженою півн.-зах. перикліналлю. З півночі та півд. підняття обмежене поздовжніми скидами амплітудою 150—350 м, а також ускладнене поперечними порушеннями в присклепінчастій зоні.
Перший промисловий приплив газу отримано з відкладів башкирського ярусу з інт. 2152—2400 м у 1963 р. Режим покладів газовий. На 1.01.1994 р. розробка родовища не проводилася; єдина свердловина була ліквідована.